# Гурлен
Гурлен (узб. Gurlan / Гурлан) — городской посёлок, административный центр Гурленского района Хорезмской области Узбекистана.

## История
Один из средневековых городов Хорезма. Гурлен был основан в XI веке. В 20-х годах XIX века это был известный купеческий город Хивинского ханства.
При Советской власти статус города был присвоен в 1982 году, однако в 1992 году Гурлен был лишён статуса города и стал посёлком городского типа.

## География
Посёлок расположен к северо-западу от Ургенча, в 20 км к востоку от Шавата. Население по состоянию на 2004 год — 27 300 человек.

## Экономика
Хлопкоочистительный завод. Кирпичный завод.